# Tangerine Dream (bài hát)
Tangerine Dream là đĩa đơn đầu tiên của ban nhạc Do As Infinity, phát hành năm 1999 bởi Nagao Dai. Đĩa đơn đã có 6300 bản được bản ra.

## Danh sách
1. "Tangerine Dream" (Giấc mơ màu vỏ quýt)
2. "Wings" (Đôi cánh)
3. "Faces" (Những gương mặt)
4. "Simple Minds" (ý nghĩ đơn giản)
5. "Tangerine Dream" (Instrumental)
6. "Wings" (Instrumental)
7. "Faces" (Instrumental)
8. "Simple Minds" (Instrumental)

## Xếp hạng
| Bảng xếp hạng (1999) | Thứ hạng | Thời gianm trụ hạng |
| -------------------- | -------- | ------------------- |
| Oricon Nhật Bản      | 58       | 2 tuần              |